# Powódź (film 1994)
Powódź (fr. L’Inondation, ros. Наводнение, Nawodnienije) – francusko-rosyjski film dramatyczny z 1994 roku w reżyserii Igora Minajewa. Główną rolę w filmie zagrała francuska aktorka Isabelle Huppert.
Światowa premiera filmu miała miejsce w sierpniu 1994 roku.

## Opis fabuły
Akcja filmu rozgrywa się w Piotrogrodzie w latach 20. XX wieku. Sofia (Isabelle Huppert) od lat żyje w małżeństwie z Trofimem (Borys Niewzorow). Nie mogąc mieć własnych dzieci, para decyduje się na adopcję trzynastoletniej Ganki (Maria Lipkina). Kiedy dziewczyna zaczyna dojrzewać, Trofim niespodziewanie zaczyna ją adorować. Sofia przyłapuje ich na zdradzie i zaczyna planować zemstę. W okrutnym planie ma pomóc nadchodząca powódź.

## Obsada
- Isabelle Huppert jako Sofia
- Borys Niewzorow jako Trofim
- Maria Lipkina jako Ganka (wymieniona w czołówce jako Masza Lipkina)
- Swietłana Kriuczkowa jako Pelagia
- Władimir Kuzniecow
- Michaił Piam
- Andriej Tołubiejew
- Fiodor Walikow
- Natalia Jegorowa
- Aleksiej Zajcew